# Kriegserklärung Japans an Deutschland
Die Kriegserklärung Japans an Deutschland erfolgte im Ersten Weltkrieg am 23. August 1914 durch das Kaiserreich Japan, nachdem das japanische Ultimatum vom 15. August, das deutsche Pachtgebiet Kiautschou auf der chinesischen Shandong-Halbinsel abzutreten, vom Deutschen Reich unbeantwortet geblieben war.

## Geschichte
In der Meiji-Zeit (1868–1912) hatte sich Japan zu einem geeinten Verfassungsstaat mit modernen Streitkräften entwickelt und mit dem Vereinigten Königreich bestand die Anglo-Japanische Allianz. Der europäische Krieg wurde als eine Chance für Japan angesehen, seinen Einfluss in Asien zu festigen. Der japanische Außenminister Katō Takaaki war die treibende Kraft, dem in Asien schwachen Deutschland den Krieg zu erklären. Er schätzte den britischen Parlamentarismus, aber auch die britische Sicht auf den Imperialismus in China, wo seiner Meinung nach viele Mächte um Einfluss konkurrierten. Andere japanische Kräfte, die außenpolitisch eine panasiatische Zusammenarbeit mit China unter japanischer Führung anstrebten und innenpolitisch an die antidemokratische Tradition der Samurai anknüpfen wollten, konnten sich nicht durchsetzen. Eine formale britische Anfrage um japanische Unterstützung vom 7. August 1914 wurde vom Kabinett Ōkuma befürwortet, von den Genrō (älteren Staatsmännern) mitgetragen und der Kaiser informiert. Am 15. August wurde dem von Kato entworfenen Ultimatum, das von Deutschland die Abtretung des Pachtgebietes Kiautschou forderte, von den Genrō im Beisein des Kaisers zugestimmt. Am 23. August erklärte das Kaiserreich Japan dem Deutschen Reich den Krieg. Japan konnte Kiautschou nach der Belagerung von Tsingtau erobern und die deutschen Besitzungen auf den Karolinen, Marianen und Marshallinseln besetzen. Die japanische Marine entsandte 1917 acht moderne Zerstörer und den Kreuzer Akashi nach Europa.